# شورای‌عالی امور ایرانیان خارج از کشور
شورای‌ عالی امور ایرانیان خارج از کشور اواخر سال ۱۳۸۳ شکل گرفت که در بدو تأسیس بر اساس آئین‌نامه مصوب شورای‌عالی زیرمجموعه وزارت امور خارجه جمهوری اسلامی ایران قرار گرفت. با آغاز به کار دولت نهم، سطح و ساختار دبیرخانه ارتقاء یافت و به معاونت اجرایی ریاست‌جمهوری منتقل گردید. این شورا در سال ۱۳۹۴ با مصوبه هیئت وزیران مجدداً به وزارت امور خارجه منتقل شد.

## تاریخچه
شورای‌عالی ایرانیان خارج از کشور در سال ۱۳۸۲ براساس مصوبه ۲۲۳۵۵/ت ۲۸۷۹۸/ه مورخ ۴ آذر ۱۳۸۲ هیئت دولت در وزارت امور خارجه تشکیل شد؛ و در سال ۱۳۸۵ و در دولت نهم، شورای مذکور از وزارت خارجه به ریاست‌جمهوری منتقل شد.
در سال ۱۳۹۴ براساس تصمیمات کلان نهاد ریاست‌جمهوری در خصوص واگذاری امور تخصصی مربوط به وزارت‌خانه‌ها به دستگاه‌های ذی‌ربط مقرر شد شورای مذکور مجدداً به‌منظور انجام بهتر امور، پرهیز از ساختارها و هزینه‌های موازی و همچنین استفاده از ظرفیت‌های وزارت امور خارجه برای انجام امور مرتبط با ایرانیان خارج از کشور، به آن وزارت منتقل شود.
براساس ابلاغیه شماره ۱۸۷۹/م۱۸؛ ۳۱ تیر ۱۳۹۴ سازمان مدیریت و برنامه‌ریزی کشور، قرار است نسبت به عملیاتی کردن موضوع اقدام لازم انجام شود؛ لذا وظایف مربوط به آن دبیرخانه در حوزه معاونت امور کنسولی مجلس و ایرانیان خارج از کشور وزارت امور خارجه انجام خواهد شد و این وزارت‌خانه نیز از ظرفیت نیروی انسانی موجود و متخصص برای انجام امور مربوط برخوردار است.

## وظایف
طبق ماده ۲ آیین‌نامه اجرایی، شورای‌عالی در ارتباط با ایرانیان خارج از کشور، عهده‌دار وظایف ذیل می‌باشد:
- بررسی و تصویب سیاست‌ها و برنامه‌های کلان در ارتباط با ایرانیان خارج از کشور
- اتخاذ تدابیر لازم برای تعامل سازنده‌تر با ایرانیان خارج از کشور
- حمایت از حفظ هویت ایرانیان خارج از کشور
- حمایت از حقوق حقه ایرانیان در عرصه‌های مختلف اعم از امور اجتماعی، اقتصادی و …
- تسهیل و تقویت حضور مؤثرتر ایرانیان خارج از کشور در صحنه‌های اجتماعی و اقتصادی داخل کشور و عرصه‌های مختلف سازندگی
- هماهنگی و بهینه‌سازی سیاست‌های اجرایی دستگاه‌های مختلف درون کشور در نحوه ارائه خدمات به ایرانیان خارج از کشور[۴]

## اعضا
ریاست شورای‌عالی امور ایرانیان خارج از کشور بر عهده رئیس‌جمهور است.
دیگر اعضا نیز عبارتند از:
- وزیر امور خارجه
- وزیر کشور
- وزیر فرهنگ و ارشاد اسلامی
- وزیر اطلاعات
- وزیر امور اقتصادی و دارایی
- وزیر آموزش و پرورش
- وزیر علوم، تحقیقات و فناوری
- وزیر تعاون، کار و رفاه اجتماعی
- وزیر بهداشت، درمان و آموزش پزشکی
- وزیر میراث فرهنگی، گردشگری و صنایع دستی
- رئیس سازمان صدا و سیما
- رئیس مرکز مشارکت امور زنان نهاد ریاست‌جمهوری[۵][۶]
- اعضای فراکسیون امور ایرانیان خارج از کشور مجلس شورای اسلامی
- رئیس ستاد کل نیروهای مسلح یا معاون نیروی انسانی و مشمولان ستاد کل به نمایندگی از ایشان
- معاون علمی، فناوری و اقتصاد دانش‌بنیان رئیس‌جمهور
- دادستان کل کشور
- معاون امور بین‌الملل قوه قضائیه و دبیر ستاد حقوق بشر
- رئیس سازمان اطلاعات سپاه پاسداران انقلاب اسلامی
- رئیس کمیسیون امنیت ملی و سیاست خارجی مجلس شورای اسلامی
- رئیس سازمان فرهنگ و ارتباطات اسلامی
- مدیر حوزه‌های علمیه
- رئیس بنیاد سعدی[۷]

## کارگروه‌های تخصصی
- کارگروه کنسولی
- کارگروه اقتصادی و بازرگانی
- کارگروه فرهنگی و رسانه‌ای
- کارگروه همکاری‌های علمی و آموزشی
- کارگروه علوم و فناوری‌های نوین
- کارگروه حقوقی و قضایی
- کارگروه دین و اندیشه[۸]
- کارگروه گردشگری